# Tamarinda
Tamarinda (Tamarindus indica) (Arabsko: تمر هندي tamar hindi = indijski datelj) je drevo iz družine metuljnic Fabaceae. Rod Tamarindus je monotipičen (ima samo eno vrsto).

## Izvor
V nasprotju s prepričanji je tamarinda endemit v tropski Afriki. Divje rastoča  rastlina, ki jo najdemo v Sudanu, uspeva pa tudi v Kamerunu, Nigeriji in Tanzaniji. V Indijo so jo prinesli in vzgojili ljudje pred več tisoč leti, kjer so jo zahodni botaniki tudi prvič opisali kot Tamarindus indica, kar je latinska izpeljanka iz perzijskega in arabskega imena, s katerim so jo po navadi imenovali: »tamar al-Hind« ali v hindujščini datelj. Je splošno poznana v tropskem pasu, od Afrike do Indije, v jugovzhodni Aziji, Tajvanu in tudi na Kitajskem. V 16. stoletju so jo španski in portugalski kolonisti prinesli v Južno Ameriko in v Mehiko.

## Opis
Tamarinda je dolgo živeče, srednje visoko, grmičasto drevo, katerega krošnja doseže velikost 12,1 do 18,3 metrov. Drevo ima nepravilno obliko vaze, prekriva pa ga gosto listje. 
Listi so zimzeleni, svetle zelene barve, elipsaste oblike, rastejo v obliki pahljače. Po navadi so manjši od 5 cm. Veje rastejo iz osrednjega debla in so pogosto obrezane, da zagotavljajo optimalno gostoto lesa in za lažje obiranje sadežev. Ponoči se listi zaprejo. Tamarinda ima skoraj neopazne cvetove z rdečimi in rumenimi podaljšanimi cvetovi. Cvetni brsti so roza barve in imajo 4 čašne liste, ki odpadejo, ko cvet zacveti. Drevo dobro raste na sončni legi, na glinasti, peščeni in kisli prsti. Odporno je na močno sušo in aerosolno sol (sol prinese veter z obalnih območij).
Sadež je uporaben surov, kuhan ali pripravljen na kakšen drug način, odvisno od regije in kulture. Sadež je podolgovat, dolg 12–15 cm in prekrit s trdo rjavo lupino. 
Mesnata, sočna, kisla pulpa sadeža je zrela, ko je rjave ali rdečkasto-rjave barve. Sadež velja za zrelega, ko stroke stisnemo s prsti in se le-ti z lahkoto odprejo. Strok sadeža vsebuje od 1 do 12 ploskih, sijočih rjavih semen. Semena uporabljajo otroci pri tradicionalnih igrah, kot so  Kitajska dama (Kitajska), dakon (Java) in druge.
V semena lahko naredimo majhne zareze, da zboljšamo kalivost. Semena ohranijo možnost kaljenja po več mesecih suše.
Tamarinda je sladko-kislega okusa, vsebuje veliko kisline, sladkorja, vitamina B, in kar je za sadež zanimivo, veliko kalcija.
Sadež indijske tamarinde ima daljše stroke s 6-12 semeni, afriške in zahodno-indijske variacije pa imajo krajše stroke z 1-6 semeni. Sadeži južnoameriške tamarinde so identični originalnim afriškim.
Glede na to, da gre za tropsko vrsto, je tamarinda občutljiva na zmrzal. Pahljačasti listi z listki valujejo v vetru. Deblo je sestavljeno iz trdega, temno rdečega stržena in mehkejše, rumenkaste drevesne beline.
Tamarindo se obira s puljenjem strokov iz pecljev. Odraslo drevo obrodi tudi do 175 kg sadežev na leto. Z različnimi načini cepljenja lahko dobimo zaželen izbor dreves. Takšna drevesa po navadi obrodijo v 3 do 4 letih, če imajo optimalne pogoje za rast.

#### Alternativna imena
Alternativna imena za tamarindo so Imli, Indijski datelj, prevod iz turškega jezika »Demirhindi«, arabsko ime تمر هندي tamr hindī.
Po svetu je tamarinda najbolj razširjena v Indiji, kjer jo ljudje že zelo dolgo gojijo. Veliko indijskih regionalnih narečij ima svoje edinstveno ime za tamarindin sadež:  tentuli (Oriya);  (pokrajina Bengal) tentul (pokrajina Bengal), imli (Hindi, Urdu), amli (pokrajina Gujarati), chinch (Marathi , Konkani), siyambala(Sinhalai) …
V Indoneziji je tamarinda znana kot asam (ali asem) Jawa (Javanese asam), kar v indonezijskem jeziku pomeni Javanese kisel  (v literaturi jo imenujejo tudi sambaya). V Maleziji jo imenujejo asam. Na Filipinih jo imenujejo sampaloc, včasih sambalog ali sambag. Vietnamski izraz je me, tajvanski pa loan-tz. V Mjanmaru govorijo o magee-bin (drevo) in magee-thee (sadež).
V Kolumbiji, Mehiki, Portoriku in Venezueli jo imenujejo tamarindo, na Deviških otokih pa ji rečejo tudi tamon.
Tamarinde (Tamarindus indica) ne smemo zamenjati z Manila tamarind (Pithecellobium dulce), drugo rastlino, ki prav tako spada v družino metuljnic (Fabaceae).

## Gojenje
Kljub temu da tamarinda izvira iz Sudana in tropske Afrike, je Indija edina država, ki tamarindo pridobiva in uporablja kot surovino za nadaljnjo uporabo (medicina, mizarstvo, kulinarika …).
V Indiji obdelujejo ogromne sadovnjake, kjer proizvedejo tudi do 275.500 ton sadežev na leto. Meso sadežev pošiljajo v severno Malajo. 
Tamarindo že dolgo gojijo v Indoneziji, Maleziji, na Filipinih in na otokih v Tihem oceanu. Tajska ima največje plantaže od narodov južne Azije, sledi ji Indonezija, Mjanmar in Filipini.
Na Havajih je bilo prvo drevo tamarinda posajeno leta 1797. 
Tamarinda je prišla v Ameriko  (Mehika, Bermudski otoki, Bahamsko otočje) preko portugalskih ali španskih kolonistov, morda so jo prinesli afriški sužnji ali mornarji v 17. stoletju.
V Združenih državah je skupni pridelek ogromen (drugi največji za Indijo). Največ sadovnjakov je v južnih državah s tropskim in subtropskim podnebjem (južna Florida). Tamarinda ima veliko krošnjo, zato jo sadijo tudi za ustvarjanje prijetne hladne sence ob cestah, na dvoriščih in v parkih. Velike plantaže najdemo v Braziliji, na Kostariki, Kubi, v Gvatemali, Mehiki, Nikaragvi in v Portoriku. 
.

## Uporaba

### Kulinarika
Meso sadeža je užitno in pogosto uporabljeno pri kuhanju. Trdo zeleno meso mladega sadeža je zelo kislo, ampak se pogosto uporablja v kislih jedeh, za marinado ali za predelavo  nekaterih vrst strupenega jama v Gani, ki jih nato lahko zaužijemo.
Zrel sadež je bolj prijetnega okusa; okus je bolj sladek in manj kisel. Uporablja se za sladice, marmelade, sokove ali sladke napitke, sorbete, sladolede … Uporablja se tudi kot naravno odvajalo.
V zahodni kuhinji tamarindo najdemo v worchersterski omaki, HP omaki in v jamajški Pickapeppa omaki.
Pogosta je v indijski kuhinji. Tamarindo, sladkor in začimbe uporabljajo za pripravo tradicionalnega indijskega chutney-a ali za pripravo grenko-sladkih okusov. Nezreli stroki in cvetovi se ravno tako uporabljajo za pripravo jedi.
V Gvadalupu je tamarinda znana kot Tamarinier  in jo uporabljajo v marmeladah in sirupih.
V Mehiki se prodaja v obliki različnih prigrizkov; posušena in slana ali kandirana. Tamarinda je glavna sestavina znamenitih pijač agua fresca, ledenih sadnih palčk in zmrzlin. Mehiški imigranti so v Ameriko prinesli napitek »agua de tamarindo« in mnoge ostale dobrote. Prigrizki iz tamarinde (npr. mehiški Pelon Pelo Rico) so dosegljivi po vsem svetu v trgovinah s specialitetami v obliki strokov, kot koncentrati ali mezge. 
V Egiptu je kisel, ohlajen napitek iz tamarinde priljubljen poleti.
V južni Keniji jo ljudstvo Svahili  uporablja za okrasitev zelenjave in za sokove. Na Madagaskarju so sadeži in listje poslastica  za lemurje, za katere tamarinda predstavlja 50% prehrane na leto, če le obrodi. V severni Nigeriji se uporablja zmleti prašek za pripravo  Kunun Tsamiya, tradicionalne jedi za zajtrk in tamarindo se pogosto uživa ob fižolovem kolaču.
V Mjanmaru se mladi, nežni listi in čašni cvetovi jedo kot zelenjava. Solatna jed iz listov tamarinde, kuhanega fižola in zmletih arašidov, prekrita s hrustljavo ocvrto čebulo je zelo priljubljena na podeželju.
Na Tajskem se uživa kot sveže sadje, poznano po sladkem in malenkost kislem okusu. Uživajo jo tudi s sladkorjem in čilijem v obliki sladko-pekoče slaščice. Tamarinda se pogosto uporablja za pripravo jedi Pad Thai, tajske specialitete kislo-sladkega okusa (z dodanim limetinim sokom za kisel in ribjo omako za slan okus). Omaka iz tamarinde se pogosto uporablja ob ribjih jedeh.

### Medicina
Rastlinsko-kemijske študije so odkrile prisotnost taninov, saponinov, seskviterpenov, alkaloidov ter ostalih aktivnih substanc, ki delujejo proti gram negativnim in gram pozitivnim bakterijam v območju od 4 do 30 stopinj Celzija. Študije minimalnih inhibitornih koncentracij (MIK) in minimalne baktericidne koncentracije (MBK) ekstraktov so na testnih organizmih pokazale, da imajo najnižje MIK in MBK Salmonella paratyphi, Bacillus subtilis in Salmonella typhi , najvišje MIK in MBK pa ima Staphylococcus aureus.
V severni Nigeriji se uporablja lubje in sveže listje za pripravo prevretka s primesjo kalijevega klorida za zdravljenje želodčnih težav, splošne telesne bolečine, zlatenice, rumene mrzlice ter kot tonik za čiščenje kože.
V Indoneziji, Maleziji in na Filipinih se v tradicionalni medicini uporabljajo listi v obliki zeliščnih prevretkov proti malariji, ter sadni sok kot antiseptik in proti kašlju. Sadež se pogosto uporablja v jugovzhodni Aziji kot obloga na čelu bolnikov s povišano telesno temperaturo. 
Tamarinda se uporablja v indijski ajurvedski medicini za želodčne in/ali prebavne probleme. Izkoriščajo tudi tamarindino  kardioprotektivno aktivnost.
V živalskih študijah so opazili, da tamarinda znižuje tako plazemsko raven holesterola kot tudi krvni sladkor. Zaradi pomanjkanja kliničnih študij je premalo dokazov, zaradi katerih bi lahko predpisovali tamarindo za zdravljenje povišanega holesterola ali diabetesa.
Glede na študije na človeku lahko predvidevamo da tamarinda upočasnjuje napredovanje fluoroze s povečanim izločanjem fluorida iz kosti in zob. Za potrditev teh študij so potrebne dodatne raziskave. 
Pri prekomernem konzumiranju se pojavi odvajalni učinek.
Tamarinda se v medicini uporablja kot antihelmintik, za protimikrobno delovanje, kot antiseptik, za protivirusno delovanje, pri astmi, kot adstringent, za bakterijske kožne okužbe, antipiretik, pri bolečinah v prsih, pri nepravilnostih pri metabolizmu holesterola, pri krčih, pri konjuktivitisu, pri konstipaciji (kronični, akutni), pri diabetesu, pri diareji, pri suhem očesu, kot konzervans (za živila), kot barvilo (za živila), pri gastrointestinalnih motnjah, pri gingivitisu, pri hemoroidih, kot insekticid, pri jetrnih nepravilnostih, pri slabosti in bruhanju (v nosečnosti), pri zastrupitvah, pri ledvičnih kamnih, pri revmi, pri  zlatenici,  kot kožni dezinficiens, pri sončarici, pri zvinih, …

### Mizarstvo
V templjih, posebno v budističnih azijskih državah, se meso sadeža uporablja za loščenje pohištva in svetišč iz medenine, za glajenje in za odstranjevanje zelenkaste barve, ki se pojavlja.
Les je rdeče barve. Zaradi njegove gostote in vzdržljivosti se uporablja za izdelavo pohištva in lesenega poda. Lesene prožne palice so se včasih uporabljale za izvajanje telesnih kazni.

### Hortikultura
Tamarindo pogosto uporabljajo kot okrasno vrtno drevo. Nedavno je postalo priljubljeno gojenje tamarinde kot bonsaja. (Indonezija, Tajvan, Filipini).

## Dodatno
Drevo tamarinda je uradno drevo mesta Santa-Clara (Kuba). Pojavlja se v grbu tega mesta.